# 芦高恵美子
芦高 恵美子（あしたか えみこ）は、日本の生化学者。博士（学術）・上級バイオ技術者（JABE認定）。大阪工業大学工学部生命工学科教授、遺伝子組換え実験等安全委員会安全主任者。日本生化学会代議員・近畿支部幹事、日本生物高分子学会理事。元科学技術振興機構(JST)戦略的創造研究推進事業さきがけ研究者。
主な専門は、生化学・分子生物学（バイオサイエンス）、医化学・薬学・創薬（特に神経科学を含むペプチド、疼痛）、遺伝子工学・細胞/組織工学。

## 経歴
京都工芸繊維大学繊維学部蚕糸生物学科卒業。同大学大学院応用生物化学専攻修了、博士（学術）。大阪バイオサイエンス研究所細胞生物学部門研究助手、新技術開発事業団早石生物情報伝達プロジェクト技術員などを経て、1995年関西医科大学医学部特別研究員。1998年同大学医学部講師。2001年科学技術振興機構(JST)戦略的創造研究推進事業さきがけ研究者（兼任）を経て、2010年大阪工業大学工学部生命工学科に着任し、現在、同学科教授。
主な所属学会は、日本生化学会 、日本分子生物学会 、日本生物高分子学会、日本神経科学会、北米神経科学学会(SfN)など。主な受賞は、持田記念医学薬学振興財団研究奨励賞。
主な著書は、「リバーマン カラー コア生化学 (Biochemistry, Molecular Biology, and Genetics)」（共訳、西村書店2018、教科書）、「Annual Review 神経　2014 III. 各種疾患 11．機能性疾患 1）ノシセプチンとノシスタチン」(共著、中外医学社2014、学術書）など。 

## 主な研究
- 生活習慣病の克服に向けた医食工連携プロジェクト[10]
- 神経細胞の機械刺激応答メカニズムの解明
- 遺伝性結合組織疾患「エーラス・ダンロス症候群(EDS)」の慢性疼痛メカニズムの解明[11]
- 神経ペプチド・ノシスタチンの疼痛制御メカニズム解明と鎮痛薬への応用[12]
- ペプチドを基軸とする神経障害性疼痛治療薬の開発[13] 〜創薬・薬学：

科学技術振興機構（JST）社会還元加速プログラム（SCORE）大学推進型（神戸大学と大阪工業大学の共同プロジェクト）で、Demo Day 2022のスピーカーを務めるなど、本研究の技術開発を利用した大学発ベンチャーの創出を推進している。
生命工学の対外啓蒙活動として、大阪サイエンスデイ2018/2019審査員、高校生向け出張授業（常翔学園高校・上宮高校・西宮南高校・箕面自由学園など）を行っている。